# Gabrielle i Jean
Gabrielle i Jean (Gabrielle et Jean) és un quadre de Pierre-Auguste Renoir dels anys 1895-1896 i dipositat al Museu de l'Orangerie de París.

## Història
Gabrielle Renard, parenta de la muller de Renoir, va entrar al servei de la família l'any 1894, un mes abans del naixement de Jean, el segon fill de l'artista. Llavors tenia tot just quinze anys i romangué al servei de la família prop de dues dècades. Molt mainadera, va ésser una segona mare per als infants i esdevingué també la model preferida del pintor: figura en prop de dos-cents quadres de Renoir.
Jean Renoir, que de gran seria el conegut director de cinema, explica com el seu pare pintà un veritable àlbum dels seus anys d'infantesa:
| « | "Quan era encara molt petit, tres, quatre o cinc anys, el meu pare no escollia la manera com jo havia de posar, sinó que aprofitava algun entreteniment que em fes estar quiet. Així era com els Jean jugant a soldadets, menjant-se la sopa, empenyent cubs o mirant il·lustracions quedaren fixats sobre la tela..." | » |

## Descripció
Hi ha un grup molt nombrós d'obres contemporànies que representen Gabrielle i Jean. Ací, Gabrielle juga amb un petit brau, mentre el nen, que té assegut a la falda, agafa una figureta de pastora (a penes esbossada). La cabellera negra i la brusa entre negra i blava de Gabrielle contrasten amb el cap de l'infant, d'un ros venecià, i amb el seu vestit blanc, que introdueix una gran taca lluminosa en la composició.